# قبرستان بهشتی
قبرستان بهشتی (انگلیسی: The Heavenly Graveyard) که قبرستان اصلی در قدیان، هند قرار دارد و قبرستان بعدی در ربوه، پاکستان واقع شده است، گورستان مذهبی است که توسط جماعت احمدیه به امر موسس این جماعت، میرزا غلام احمد ایجاد شد که در کتابچه رهنمون خود، الوصیت، آن را اعلام کرده است. میرزا غلام احمد بعد از اینکه فرشته ای را مشاهده کرد که مکانی را که باید به خاک سپرده شود به او نشان می‌دهد، آن را در کتابچه رهنون خود مطرح کرد.

## مکان قبرستان‌ها
تا حال حاضر، دو گورستان به عنوان قبرستان بهشتی وجود دارد که اولی در قدیان، هند و دومی در ربوه، پاکستان می‌باشد.
قدیان
میرزا غلام احمد در روز ۲۶ مهٔ ۱۹۰۸ درگذشت و با قطار به باتالا منتقل گردید. از باتالا به قدیان برده شد و در قبرستان بهشتی به خاک سپرده شد. هزاران نفر از افراد جامعه احمدیه برای شرکت در مراسم نماز میت وارد قدیان شدند و در عین حال، رهبران برجسته جامعه احمدیه به اتفاق آراء توافق کردند که حکیم نورالدین باید به عنوان اولین جانشین میرزا غلام احمد، رهبری جامعه را در دست گیرد. در همان روز نماز میت به امامت حکیم نورالدین به عنوان خلیفة المسیح، برای میرزا غلام احمد اقامه گردید.
ربوه
هرچند، گورستان اصلی در قدیان ایجاد شده بود، اما بعد از تجزیه هند و با انتقال مقر جامعه به ربوه (پاکستان)، شاخه دیگری از گورستان در آنجا ایجاد گردید.